# Ed Colligan
Ed Colligan (* 14. März 1961) war Präsident und CEO von Palm, Inc.
Colligan erhielt 1983 den BA in politischen Wissenschaften von der University of Oregon.
Colligan war Präsident und CEO von Handspring vor der Vereinigung von Palm und Handspring im Jahre 2003. Vor seiner Zeit bei Handspring leitete er die Marketingabteilung von Palm, Inc. Davor war er Vizepräsident für Strategie und Produktmarketing bei der Radius Corporation.